# Parole vuote (la solitudine)
Parole vuote (La solitudine) è un singolo del rapper e cantautore italiano Tedua, pubblicato il 28 novembre 2023 come primo estratto dall'edizione deluxe del terzo album in studio La Divina Commedia.

## Antefatti
Un'anteprima del brano è stata diffusa per la prima volta da Tedua attraverso la rete sociale nel luglio 2023. Nelle settimane precedenti, durante un'intervista a teatro concessa a Esse Magazine per promuovere l'uscita de La Divina Commedia, il rapper aveva confermato l'esistenza di un brano che riprendeva il celebre singolo di Laura Pausini La solitudine, ma che non avrebbe potuto pubblicarla poiché all'epoca non era stato raggiunto un accordo sulla campionatura.

## Tracce
Testi di Mario Molinari, Luca D'Orso, Luca Di Blasi, Pietro Cremonesi, Federico Cavalli, musiche di Luca Ghiazzi, Luca Di Blasi, Pietro Cremonesi, Angelo Valsiglio.
1. Parole vuote (La solitudine) (feat. Capo Plaza) – 4:11

## Classifiche
| Classifica (2023) | Posizione massima |
| ----------------- | ----------------- |
| Italia            | 3                 |